# Kristóf Milák
Kristóf Milák (Budapest, 20 febbraio 2000) è un nuotatore ungherese, campione olimpico nei 100m e nei 200 m farfalla.
Detiene il record del mondo dei 200 m farfalla e del record europeo dei 100 m farfalla.

## Carriera
Ai campionati mondiali di Budapest 2017 vince la medaglia d'argento nei 100 m farfalla, battendo il record nazionale.
Ai campionati mondiali di Gwangju 2019 vince l'oro nei 200 m farfalla, stabilendo il nuovo record del mondo col tempo di 1'50"73, strappandolo allo storico atleta americano Michael Phelps.
Ai campionati europei di Budapest 2020 vince l'oro sia nei 100 m farfalla che nei 200 m farfalla.
Nelle Olimpiadi di Tokyo 2020, l'ungherese conquista la medaglia d'oro nei 200 m farfalla e la medaglia d'argento nei 100 m farfalla stabilendo il nuovo record europeo col tempo di 49"68.
Il 21 giugno 2022 migliora ulteriormente il record del mondo nei 200 m farfalla vincendo i mondiali a Budapest con il tempo di 1'50"34.
Alle Olimpiadi di Parigi 2024 vince la medaglia d'oro nei 100 m farfalla e la medaglia d'argento sulla doppia distanza.

## Palmarès
- Giochi olimpici

Tokyo 2020: oro nei 200m farfalla, argento nei 100m farfalla.
Parigi 2024: oro nei 100m farfalla, argento nei 200m farfalla.
- Mondiali

Budapest 2017: argento nei 100m farfalla.
Gwangju 2019: oro nei 200m farfalla.
Budapest 2022: oro nei 100m farfalla e nei 200m farfalla.
- Europei

Glasgow 2018: oro nei 200m farfalla.
Budapest 2020: oro nei 100m farfalla e nei 200m farfalla.
Roma 2022: oro nei 100m farfalla, nei 200m farfalla e nella 4x200m sl, argento nei 100m sl e nella 4x100m sl.
Belgrado 2024: oro nei 100m farfalla e nei 200m farfalla.
- Europei in vasca corta:

Kazan 2021: argento nei 200m farfalla.
- Olimpiadi giovanili

Buenos Aires 2018: oro nei 200m sl, nei 400m sl e nei 200m farfalla, argento nei 100m farfalla.
- Mondiali giovanili

Indianapolis 2017: oro nei 100m farfalla, nei 200m farfalla, nella 4x100m sl e nella 4x200m sl e bronzo nei 50m farfalla
- Europei giovanili

Hodmezovasarhely 2016: oro nei 200m farfalla.
Netanya 2017: oro nei 200m farfalla, nella 4x200m sl e nella 4x100m sl mista, argento nei 50m farfalla, nei 100m farfalla e nella 4x100m sl.
Helsinki 2018: oro nei 200m sl, nei 400m sl, nei 100m farfalla e nei 200m farfalla e bronzo nella 4x100m sl mista.

## International Swimming League
| Stagione 2019 | Stagione 2020 | Stagione 2021 |
| ------------- | ------------- | ------------- |
| Iron          | -             | Iron          |